# Abajaloik
Abajaloik ist ein natürlicher See in der Landgemeinde Saaremaa im Kreis Saare auf der estnischen Insel Vilsandi. 1,1 Kilometer vom 2,5 Hektar großen See entfernt liegt der Ort Vilsandi und 80 Meter entfernt die Ostsee. Der See befindet sich im Gebiet des Nationalpark Vilsandi.